# 10 de gener
El 10 de gener és el desè dia de l'any del Calendari Gregorià. Queden 355 dies per finalitzar l'any i 356 en els anys de traspàs.

## Esdeveniments
Països Catalans
- 1401 - Barcelona: Privilegi reial pel qual Martí l'Humà funda l'Estudi General de Medicina de Barcelona, després Estudi General de Medicina i Arts, antecedent de la futura Universitat de Barcelona.[1]
- 1714 - Sant Quintí de Mediona (l'Alt Penedès): en represàlia al combat de Sant Martí Sarroca, els borbònics incendien el poble i massacren unes 800 persones durant els fets de Sant Quintí a la guerra dels catalans.
- 1918:
  - surt a la venda el primer número de la revista D'Ací i d'Allà.
  - estrena de Rondalla d'esparvers de Josep Maria de Sagarra, al Teatre Romea.
- 2016 - Barcelona: Carles Puigdemont és investit president de la Generalitat de Catalunya.

Resta del món
- 49 aC: Juli Cèsar creua el riu Rubicó, donant inici a la Segona Guerra Civil Romana.
- 1724: Felip V d'Espanya abdica en favor del seu fill primogènit, Lluís I d'Espanya.
- 1863 - Londres (Regne Unit): Entra en funcionament el Metro de Londres, el primer ferrocarril subterrani del món.
- 1877: S'estableix a Espanya el servei militar obligatori (quatre anys de servei actiu i quatre a la reserva).[2]
- 1912, Lawrence (Massachusetts): Les obreres tèxtils declaren la vaga sota el lema: «volem el pa, però també les roses». És una de les primeres victòries del moviment obrer dels Estats Units.[3]
- 1920: Entra en vigor el Tractat de Versalles.
- 1928 - Unió Soviètica: Ióssif Stalin ordena l'exili de Lev Trotski.
- 1929: Primera aparició de Tintín, el famós personatge creat per Hergé, amb Tintín al país dels soviets.
- 1995: El rei d'Espanya, Joan Carles I, i l'expresident dels Estats Units, Jimmy Carter obtenen el Premi de la Pau de la UNESCO.[4]
- 2011: ETA declara un alto el foc mitjançant un vídeo enviat al diari Gara.[5]
- 2011 - París (França): el futbolista argentí Leo Messi guanya la Pilota d'Or. Els seus companys al Barça, Xavi Hernández i Andrés Iniesta, queden en segon i tercer lloc, respectivament.

## Naixements
Països Catalans
- 1859 - Alella, província de Barcelona: Francesc Ferrer i Guàrdia, pedagog i lliure pensador català.
- 1913 - Eivissa, Illes Balears: Marià Villangómez Llobet, mestre, poeta, dramaturg, prosista i traductor.[6]
- 1917 - Lleida: Carmina Pleyan i Cerdà, lingüista catalana (m. 2011).[7]
- 1920 - Bràfim: Joan Andreu i Garriga, músic i compositor de música lleugera (m. 2003).
- 1924 - Barcelona: Maria Ferret i Espanyol, fundadora del Moviment Escolta i Guiatge de Mallorca (m. 2012).[8]
- 1937 - Folgueroles, Osona: Ricard Torrents, assagista, traductor i crític literari català (m. 2024).[9]
- 1940 - Bell-lloc d'Urgell, Pla d'Urgell: Joan Solà i Cortassa, lingüista català (m. 2010).
- 1948 - Castelló de la Plana, Plana Alta: Guillermo Montesinos, actor valencià.
- 1975 - La Seu d'Urgell, Alt Urgell: Mònica López i Moyano, meteoròloga.[10]

Resta del món
- 1480 - Brussel·les: Margarida d'Àustria, princesa borgonyona, duquessa de Savoia, governadora dels Països Baixos (m. 1530).[11]
- 1573 - Gunzenhausen, Baviera, avui Alemanya: Simon Marius, astrònom alemany, descobrí les llunes de Júpiter independentment de Galileu.
- 1797 - Hülshoff: Annette von Droste-Hülshoff, important poeta i compositora alemanya (m. 1848).[12]
- 1869 - Pokróvskoie, Imperi Rus: Grigori Rasputin, místic rus (m. 1916).
- 1871 - Viena: Enrica von Handel-Mazzetti, escriptora austríaca.[13]
- 1880 - Madrid, Espanya: Manuel Azaña Díaz, polític, escriptor i president de la Segona República espanyola (m. 1940).
- 1886 - Oriol: Nadejda Udaltsova, artista russa, representant prominent de l'avantguarda russa en la pintura (m. 1961).[14]
- 1893 - Santiago de Xile, Xile: Vicente Huidobro, poeta xilè (m. 1948).
- 1903 - Wakefield, Yorkshire: Barbara Hepworth, escultora britànica (m. 1975).[15]
- 1916 - Estocolm (Suècia): Sune Bergström, químic i bioquímic suec, Premi Nobel de Medicina o Fisiologia de l'any 1982 (m. 2004).
- 1920 - Durwood, Oklahoma: Rosella Hightower, ballarina clàssica estatunidenca (m. 2008).[16]
- 1921 - Saragossa: Pilar Andrés de Pablo, coneguda com Pilarín Andrés, va ser una soprano espanyola (m. 2006).[17]
- 1922 - Tallinn, Estònia: Ester Mägi, compositora estoniana (m. 2021).[18]
- 1924 - Sant Sebastià (País Basc): Eduardo Chillida, escultor basc (m. 2002).
- 1936 - Houston, Texas (EUA): Robert Woodrow Wilson, físic i astrònom nord-americà, Premi Nobel de Física de l'any 1978.
- 1938 - Wisconsin, Estats Units d'Amèrica: Donald Knuth, teòric de ciències de la computació.
- 1943 - Casablanca, Marroc: Carmen Giménez Martín conservadora d'art espanyola, considerada una de les més importants de l'escultura modernista del món.[19]
- 1945 - Londres, Anglaterra: Rod Stewart, cantant anglès.[20]
- 1949:
  - Nova York, Estat de Nova York (EUA): Linda Lovelace, estrella del porno i posterior activista contra la pornografia (m. 2002)[21]
  - Marshall, Texas (EUA): George Foreman, boxador estatunidenc, dos cops Campió del món de boxa en la categoria dels pesos pesants, i medallista d'or olímpic.[22]
- 1956:
  - Úbeda, Espanya: Antonio Muñoz Molina, escriptor espanyol.
  - Huangzhou (Xina): Liu Xinglong (xinès: 刘醒龙), escriptor xinès guanyador del vuitè Premi Mao Dun de Literatura de l'any 2011.[23]
- 1981 - Tbilisi, Geòrgia: Tamta Goduadze, cantant de pop grec.[24]

## Necrològiques
Països Catalans
- 1918 - Vilanova i la Geltrú: Magí Sans i Bartomeu, organista i mestre de capella vilanoví (n. 1843).
- 1967 - Barcelona: Carles Soldevila i Zubiburu, dramaturg, poeta, periodista i novel·lista català.
- 1972 - Barcelona: Carme Bau i Bonaplata, soprano catalana (n. 1889).[25]
- 1983 - Barcelona: Alexandre Cirici i Pellicer, crític d'art, escriptor, polític i pedagog català (n. 1914).
- 1992 - Barcelona: Joan Teixidor i Comes, escriptor i editor català.
- 2003 - Sant Just Desvern: Ramon Sabatés Massanell, dibuixant d'historietes d'humor català (m. 1915).
- 2022 - Barcelona: Jordi Sabatés, pianista català (n. 1948).

Resta del món
- 1706 - Madrid [d. bateig]ː Luisa Roldán, La Roldana, escultora barroca, primera escultora espanyola registrada (n. 1652).[26]
- 1917 - Denver (Colorado. EUA): Buffalo Bill, militar, caçador de bisons i showman estatunidenc (n. 1846)
- 1918 - Madrid: María Dolores Rodríguez Sopeña, religiosa, fundadora de diversos instituts catòlics i venerada com a beata (n. 1848).
- 1935 - París: Virginie Demont-Breton, pintora francesa (n. 1859).[27]
- 1951 - Roma: Sinclair Lewis, escriptor estatunidenc.
- 1957 - Nova York: Gabriela Mistral, poetessa xilena, Premi Nobel de Literatura de l'any 1945 (n. 1889).[28]
- 1961 - Nova York: Dashiell Hammett, escriptor nord-americà (n. 1894).[29]
- 1971 - París (França): Coco Chanel, modista francesa (n. 1883).[30]
- 1990 - Los Angeles, Pilar Arcos, cantant cubano-estatunidenca de música popular (n. 1893).[31]
- 1997 - Cambridge (Regne Unit): Alexander Robertus Todd, químic escocès, Premi Nobel de Química de l'any 1957 (n. 1907).
- 1998 - Lawrence (Kansas): Victor Papanek, dissenyador i educador estatunidenc d'origen vienès ferm defensor de la concepció social i ecològicament responsable de productes, eines i les infraestructures.
- 2005 - Gènova: Margherita Carosio, soprano italiana particularment associada al repertori lírico-coloratura (n. 1908).[32]
- 2007 - Ginebra: Carlo Ponti, actor i director italià, marit de Sofia Loren.[33]
- 2008 - Los Angeles, Califòrnia: Maila Nurmi, actriu finlandesa-estatunidenca, creadora de Vampira (n. 1922).[34]
- 2011 - Buenos Aires: María Elena Walsh, poetessa i música argentina (n. 1930).[35]
- 2016 - David Bowie, músic, actor, compositor de rock, arranjador i productor musical anglès (n. 1947).

## Festes i commemoracions
- Santoral:
  - Sant Gregori de Nissa, bisbe
  - Sant Agató I i Melquíades I, papes
  - Sant Arcont de Vivers, bisbe
  - Sant Pere Ursèol;
  - Sant Guillem de Bourges, bisbe
  - Sant Gonçal d'Amarante;
  - Santa Francesca de Sales Aviat, fundadora de les Germanes Oblates de Sant Francesc de Sales
  - Beata María Dolores Rodríguez Sopeña;
  - Beat Gregori X papa;